# 토마스 앙헬
토마스 앙헬(스페인어: Tomás Ángel Gutiérrez, 2003년 2월 20일~)은 콜롬비아의 축구 선수로, 로스앤젤레스와 콜롬비아 연령별 대표팀에서 미드필더로 활동하고 있다.

## 어린 시절
2003년 2월 20일, 축구 선수 후안 파블로 앙헬의 아들로 태어났으며, 후안 파블로 앙헬이 영국의 애스턴 빌라에서 뛰고 있었기에 그는 유년기를 영국에서 나고 자랐다.